# Мсуйя, Клеопа Дэвид
Клео́па Дэвид Мсуйя (суахили Cleopa David Msuya; 4 января 1931, Килиманджаро — 7 мая 2025, Дар-эс-Салам) — танзанийский политик и общественный деятель, третий премьер-министр Танзании (1980—1983 и затем снова в 1994—1995).

## Биография
Родился 4 января 1931 года, в районе Чомву, Усанги, область Килиманджаро. C 1952 по 1955 год, учился в Университете Макерере. С 1964 по 1965 год, занимал пост постоянного секретаря в Министерстве развития общин и культуры. С 1970 по 1972 год — в Министерстве Финансов.
7 ноября 1980 года, назначен премьер-министром Танзании и занимал свой пост до февраля 1983 года.
Снова был Министром Финансов с февраля 1983 по ноябрь 1985 года. 6 ноября 1985 года назначен министром финансов, экономики и планирования, и занимал свой пост до марта 1989 года. С марта 1989 по декабрь 1990 года в третий раз стал министром финансов, с марта 1990 по декабрь 1994 года — министром промышленности и торговли.
В декабре 1994 года, второй раз стал премьер-министром и вице-президентом, и занимал должность до парламентских выборов 1995 года, когда был избран заднескамеечником. Ушел в отставку 29 октября 2000 года.
После ухода из политики, работал в Чама Ча Мапиндузи, с 2006 по 2019 год, был председателем форума по развитию Килиманджаро.
23 октября 2019 года, был назначен канцлером Института Ардхи (англ. Ardhi Institute).
Умер 7 мая 2025 года от сердечных осложнений в возрасте 94 лет в больнице Дар-эс-Салама.